# Morozivșciîna, Hadeaci
Morozivșciîna (în ucraineană Морозівщина) este un sat în comuna Martînivka din raionul Hadeaci, regiunea Poltava, Ucraina.

## Demografie
Componența lingvistică a localității Morozivșciîna
     Ucraineană (100%)
Conform recensământului din 2001, toată populația localității Morozivșciîna era vorbitoare de ucraineană (100%).